# Dacryodes cupularis
Dacryodes cupularis är en tvåhjärtbladig växtart som beskrevs av José Cuatrecasas. Dacryodes cupularis ingår i släktet Dacryodes och familjen Burseraceae. Inga underarter finns listade i Catalogue of Life.